# Les Guetteurs d'Azulis
 (août 2025).
Motif : Absence de sources depuis 2007
- Archive Wikiwix
- Bing
- Cairn
- DuckDuckGo
- E. Universalis
- Gallica
- Google
- G. Books
- G. News
- G. Scholar
- Persée
- Qwant
- (zh) Baidu
- (ru) Yandex
- (wd) trouver des œuvres sur Wikidata

| 1. | Préciser le motif de la pose du bandeau. | Précisez le motif de la pose du bandeau en utilisant la syntaxe suivante : {{admissibilité à vérifier\|date=août 2025\|motif=remplacez ce texte par le motif}}                              |
| 2. | Informer les utilisateurs concernés.     | Pensez à avertir le créateur de l'article, par exemple, en insérant le code ci-dessous sur sa page de discussion : {{subst:avertissement admissibilité à vérifier\|Les Guetteurs d'Azulis}} |

Les Guetteurs d’Azulis est un roman de science-fiction écrit par Éric Boisset.

## Thématique
Le roman met en scène un adolescent prénommé Abel qui vit dans un village de montagne et possède un corbeau apprivoisé. 
Un soir d’orage, Abel assiste au crash d’un avion sur les hauteurs de la Chapelle Saint-Michel. Il s’y précipite mais se heurte à un déploiement de militaires armés qui le contraignent à rebrousser chemin, affirmant qu’aucun aucun avion ne s’est écrasé. 
Au terme d’une petite enquête de terrain, Abel découvre le lieu du crash et y rencontre Éa, une rescapée qui va lui faire des révélations extraordinaires…

## Interprétation de l'œuvre
Sur le thème du blackout lié au crash d’un engin extraterrestre, Boisset développe une intrigue toute en nuances au cours de laquelle un humain, Abel Dos Santos, et une Azuléenne, Éa, vont apprendre à se connaître et à accepter leurs différences. L’amitié qui naîtra entre eux va se révéler si profonde qu’ils n’hésiteront pas trahir leurs semblables pour s’entraider. Le récit possède deux niveaux de lecture. Il peut être appréhendé comme un simple roman d’aventure plein de rebondissements. Mais pour qui sait voir au-delà des apparences, c’est de tolérance, de compassion et d’amour impossible qu’il s’agit.